# Phytocerum cayennense
Phytocerum cayennense är en skalbaggsart som först beskrevs av Bonvouloir 1870.  Phytocerum cayennense ingår i släktet Phytocerum och familjen Cerophytidae. Inga underarter finns listade i Catalogue of Life.